# Anneke Haarsma
Anneke Haarsma (Bergum, 22 augustus 1953) is een PvdA-politicus die in de periode 2008-2009  waarnemend Commissaris van de Koningin in de provincie Drenthe was.
Haarsma was tussen 1984 en 1988 gemeenteraadslid en daaropvolgend tot 1992 wethouder in de toenmalige gemeente Diever (nu Westerveld). Tussen 1993 en 2004 werkte zij als regiomanager bij het COA.
Sinds 2003 is zij gedeputeerde in de Provinciale Staten van Drenthe, met als portefeuille Ruimtelijke ontwikkeling; Wonen en wijkontwikkeling; Zorg (jeugd), welzijn, onderwijs en sport. Na het overlijden van Relus ter Beek (29 september 2008) werd zij waarnemend Commissaris van de Koningin, de taak die ze tot 1 mei 2009 vervulde, de datum waarop Jacques Tichelaar (formeel) als opvolger van Ter Beek in functie werd benoemd.